# Gesmold
Gesmold ist ein Stadtteil von Melle im Landkreis Osnabrück in Niedersachsen und befindet sich zwischen dem Teutoburger Wald und dem Wiehengebirge. Der Stadtteil ist in vier Ortsteile gegliedert, darunter auch das Kirchdorf Gesmold. Der Mittelpunkt des Ortes ist die katholische Kirche St. Petrus zu den Ketten und die Femlinde.

## Gliederung
Der Meller Stadtteil Gesmold setzt sich aus vier Ortsteilen zusammen, die bis 1972 Mitgliedsgemeinden der ehemaligen Samtgemeinde Gesmold waren:
- Dratum-Ausbergen (südwestlich)
- Gesmold (Mitte)
- Üdinghausen-Warringhof  (nordwestlich)
- Wennigsen (östlich)

## Geschichte

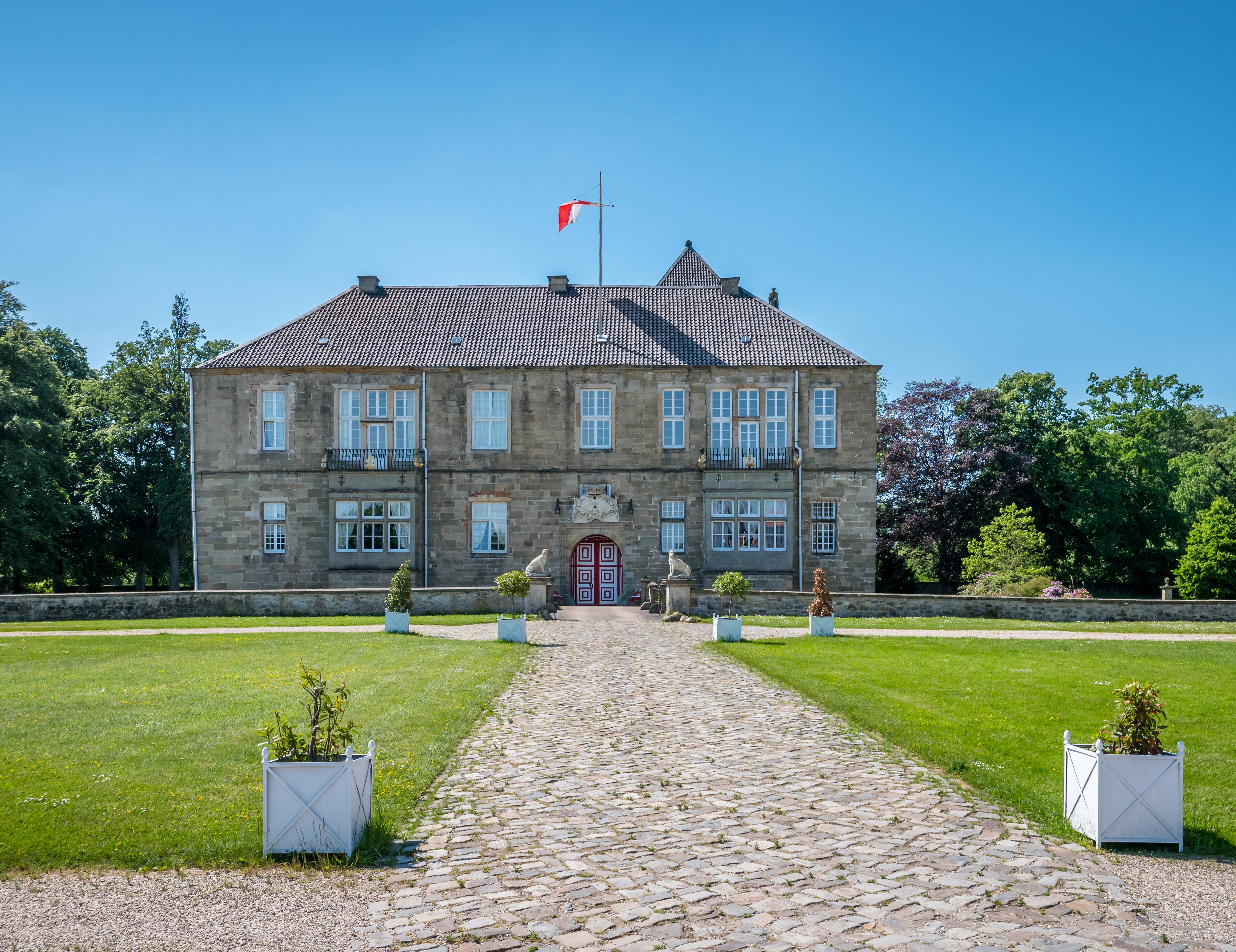
Ostansicht von Schloss Gesmold

Bereits vor dem Jahre 800 besiedelten engrische und westfälische Einwanderer kleine Lichtungen des bis dahin noch unerschlossenen Gesmolder Raumes. Sie bevorzugten windgeschützte Abhänge der Hügel (Brinke) in Wassernähe, vermieden aber die Niederungen. Das unwegsame Gelände der Flüsse Hase, Else und Uhle teilte das Gebiet als natürliche Grenze.
Im Westteil des Ortes entstand die älteste Siedlung Dratum (Drohten) mit zunächst fünf Höfen. Im Osten am Bomsbrink entstand die Siedlung Wennigsen (Wanninghusen) mit acht Höfen. Westlich vom Loh entstand das Urdorf Westberghöfen (Westeborn) mit zwei Höfen. Am Königsbach entstand die lockere Siedlung Ausbergen (Osteburen) mit fünf Höfen. Am Sauerbach entstand die Bauernsiedlung Üdinghausen, nach Udo benannt, mit fünf Höfen. Die Schwarmsiedlung Warringhof (Herrenhof des Warning) war die jüngste der Siedlungen mit zunächst vier Bauernhöfen.
Um das Jahr 1000 legten Franken an der alten westöstlichen Heerstraße entlang dem Wiehengebirge am Loh einen Meyerhof an, der zur Beaufsichtigung und zum Schutz der Wege von Osnabrück über Gesmold und Melle nach Herford diente. Die Ansiedlung erhielt den Namen „Gesmelle“, frei übersetzt „Hof vor Melle“. Die älteste Urkunde stammt aus dem Jahr 1160. Zu dieser Zeit gab es bereits die Bauerschaften: Wennigsen, Westberghöfen, Dratum, Ausbergen und Üdinghausen.
1160 übertrug der Osnabrücker Bischof der Probstei von St. Johann in Osnabrück das Dekanat über die Kirche in Gesmold. Im Sumpfgelände an der Else wurde auf Eichenstämmen ein Wohn- und Wehrturm erbaut und mit drei breiten Gräben gesichert. Zwischen dem 12. und 16. Jahrhundert wurden weitere Hofstellen errichtet. Etwa um 1600 war die bäuerliche Eigenbesiedlung von Gesmold abgeschlossen.
Gesmold war seit jeher das Kirchdorf des Kirchspiels Gesmold, das bis zu den Napoleonischen Kriegen zum Amt Grönenberg des Hochstifts Osnabrück gehörte. Von 1807 bis 1810 gehörte Gesmold zum Kanton Melle im napoleonischen Satellitenstaat Königreich Westphalen. Von 1811 bis 1813 gehörte der Ort unmittelbar zu Frankreich und war Sitz der Mairie (Bürgermeisterei) Gesmold im Arrondissement Osnabrück des Departements der Oberen Ems. 1814 kam Gesmold zum Königreich Hannover und gehörte dort wieder zum Amt Grönenberg. 1867 fiel Gesmold mit dem gesamten Königreich Hannover an Preußen und seit 1885 gehörte die Gemeinde zum Landkreis Melle. Im Landkreis Melle war Gesmold Sitz der Samtgemeinde Gesmold, die mit den vier Gemeinden Gesmold, Dratum-Ausbergen, Üdinghausen-Warringhof und
Wennigsen den gleichen Umfang wie das alte Kirchspiel und der heutige Stadtteil hatte.
Im Rahmen der Gebietsreform in Niedersachsen wurde die Samtgemeinde Gesmold am 1. Juli 1972 aufgelöst. Ihre vier Mitgliedsgemeinden wurden in die Stadt Melle eingemeindet und bilden seitdem den Meller Stadtteil Gesmold.

## Einwohnerentwicklung
Bevölkerung der früheren Gemeinde bzw. des heutigen Ortsteils Gesmold:
| Jahr               | Einwohner | Quelle |
| ------------------ | --------- | ------ |
| 1871               | 0588      | [ 4 ]  |
| 1910               | 0571      | [ 5 ]  |
| 17. Mai 1939       | 0670      | [ 6 ]  |
| 13. September 1950 | 1082      | [ 7 ]  |
| 6. Juni 1961       | 1193      | [ 7 ]  |
| 27. Mai 1970       | 1546      | [ 7 ]  |

Bevölkerung der früheren Samtgemeinde bzw. des heutigen Stadtteils Gesmold:
| Jahr               | Einwohner | Quelle |
| ------------------ | --------- | ------ |
| 1871               | 1729      | [ 4 ]  |
| 1910               | 1620      | [ 5 ]  |
| 17. Mai 1939       | 1741      | [ 6 ]  |
| 13. September 1950 | 2648      | [ 7 ]  |
| 6. Juni 1961       | 2309      | [ 7 ]  |
| 27. Mai 1970       | 2655      | [ 7 ]  |
| 1. November 2011   | 3315      | [ 8 ]  |
| 31. Dezember 2022  | 3151      | [ 8 ]  |
| 31. Dezember 2023  | 3205      | [ 8 ]  |

## Ortsrat
Der Ortsrat, der den Meller Stadtteil Gesmold vertritt, setzt sich aus 15 Mitgliedern zusammen. Die Ratsmitglieder werden durch eine Kommunalwahl für jeweils fünf Jahre gewählt. Die aktuelle Amtszeit begann am 1. November 2021 und endet am 31. Oktober 2026.
Bei der Kommunalwahl 2021 ergab sich folgende Sitzverteilung:
| Ortsrat 2021Insgesamt 15 Sitze - SPD: 4 - Grüne: 2 - CDU: 9 |

## Kultur und Sehenswürdigkeiten

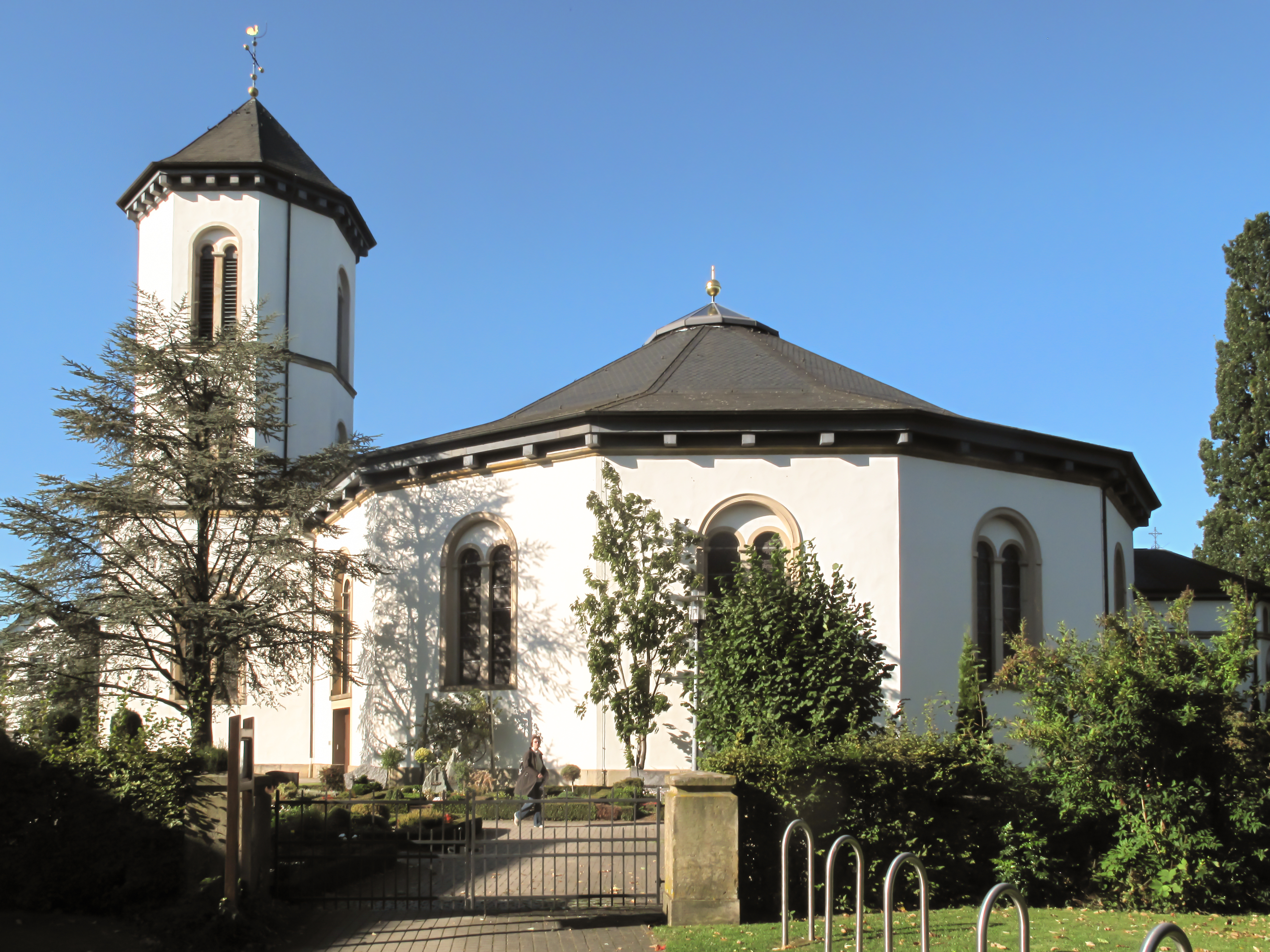
St.-Petrus-Kirche

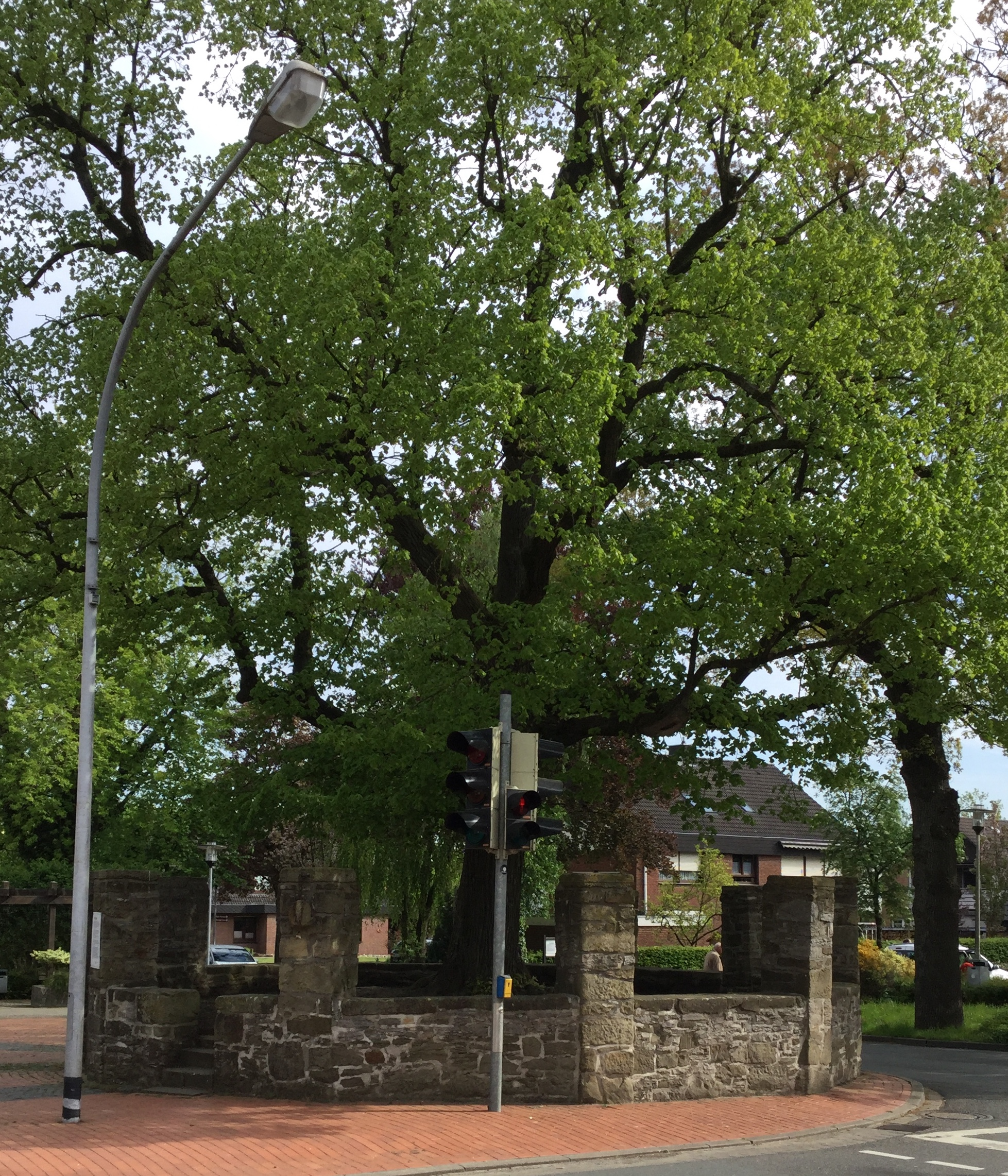
Mittelalterliche Gesmolder Gerichtslinde

### St.-Petrus-Kirche
Bereits 1510 wurde in der Dorfmitte eine einschiffige Kirche erbaut. Die Kirche umgibt bis auf den heutigen Tag der Friedhof. Das Patronat der Kirche heißt Petrus ad vincula (St. Petrus zu den Ketten). 1835 beauftragte der damalige Pastor Mathias Schürmann den aus Dendermonde stammenden Architekten Bruno Emanuel Quaet-Faslem, eine neue Kirche zu bauen. Als Vorbild diente das römische Pantheon, ein antiker Kuppelbau. Quaet-Faslems Konzept wandelte die Rundform in eine zwölfeckige klassizistische Kirche ab.
Am 15. September 1835 war die Grundsteinlegung. Der alte Kirchturm sollte erhalten werden, er stürzte jedoch am 7. Mai 1836 ein. Am 1. Adventssonntag desselben Jahres wurde die neue Kirche feierlich geweiht. Der Turm, ein quadratischer Unterbau mit zwei achteckigen Obergeschossen, wurde 1838 fertiggestellt.

### Die Femlinde

Wappen

Schon in der frühen Dorfsiedlung stand auf einem Versammlungshügel in der Ortsmitte eine Gerichtslinde, unter der das Burgericht, die Burstie, abgehalten wurde. Der Richter war der Gesmolder Schlossherr. Die Bauern, nach deren Auskunft und Mitsprache er Gericht sprach, umstanden ihn dabei.
Schlossherr Hermann von Amelunxen erneuerte den Steinkranz, der die Linde umgab, und ließ eine starke Mauer mit Sitzplatten und elf Eckpfeilern bauen. Am Eingang der Gerichtslinde hängen an einer Kette zwei Steinblöcke, die Schand- oder Lästersteine. Es ist nicht bekannt, dass jemals ein Verurteilter am Pranger stehen musste. Eher war er ein Zeichen der im Freien Hagen erstrebten Gerichtsbarkeit zu Haut und Haar – zu Hals und Hand.
Die Tradition der Burstie lebt bis heute weiter. Am Sonntag nach dem Johannistag ruft die große Kirchenglocke zur Versammlung, der Mittsommerburstie. Heute wird nicht mehr beratschlagt, sondern man trifft sich zu einem Fest. Dabei empfängt der Pfarrer das Burlicht und der Küster einen Weizenstuten (Brotlaib). Die Femlinde stellt durch die Zeiten ein Symbol dörflicher Gemeinschaft dar. Sie ist zugleich das Symbol des Ortswappens.

### Schloss Gesmold

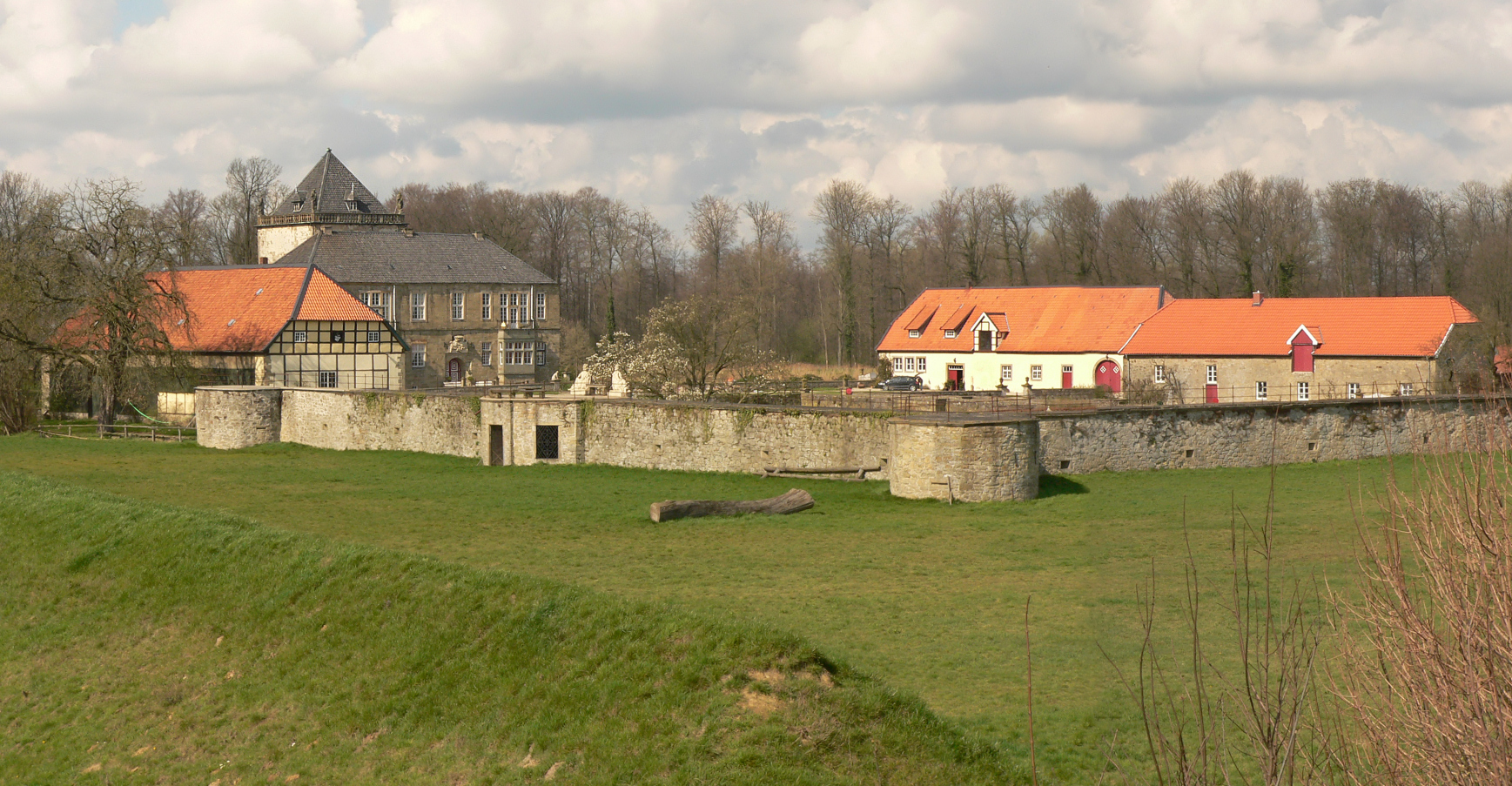
Schloss Gesmold

Das Schloss Gesmold, erbaut zunächst als Fliehturm im 13. Jahrhundert, wurde 1544 zu einem Schloss ausgebaut. Die Anlage hatte zwei Vorburgen und war von drei Befestigungsgräben umgeben. Über diese führte jeweils eine Zugbrücke zum Hauptgebäude. In der Barockzeit wurde um das Wasserschloss ein Park angelegt. Der Fluss Else speist den Wassergraben des auf Holzpfählen stehenden Gebäudes.
Auf dem Turm des Schlosses befinden sich vier Evangelistenstatuen, die aus der Zeit stammen, als dem Bischof von Osnabrück das Schloss gehörte. Zwischen der Ortsmitte und der südlich gelegenen Schlossanlage führt heute die A 30 entlang.

### Die Bifurkation

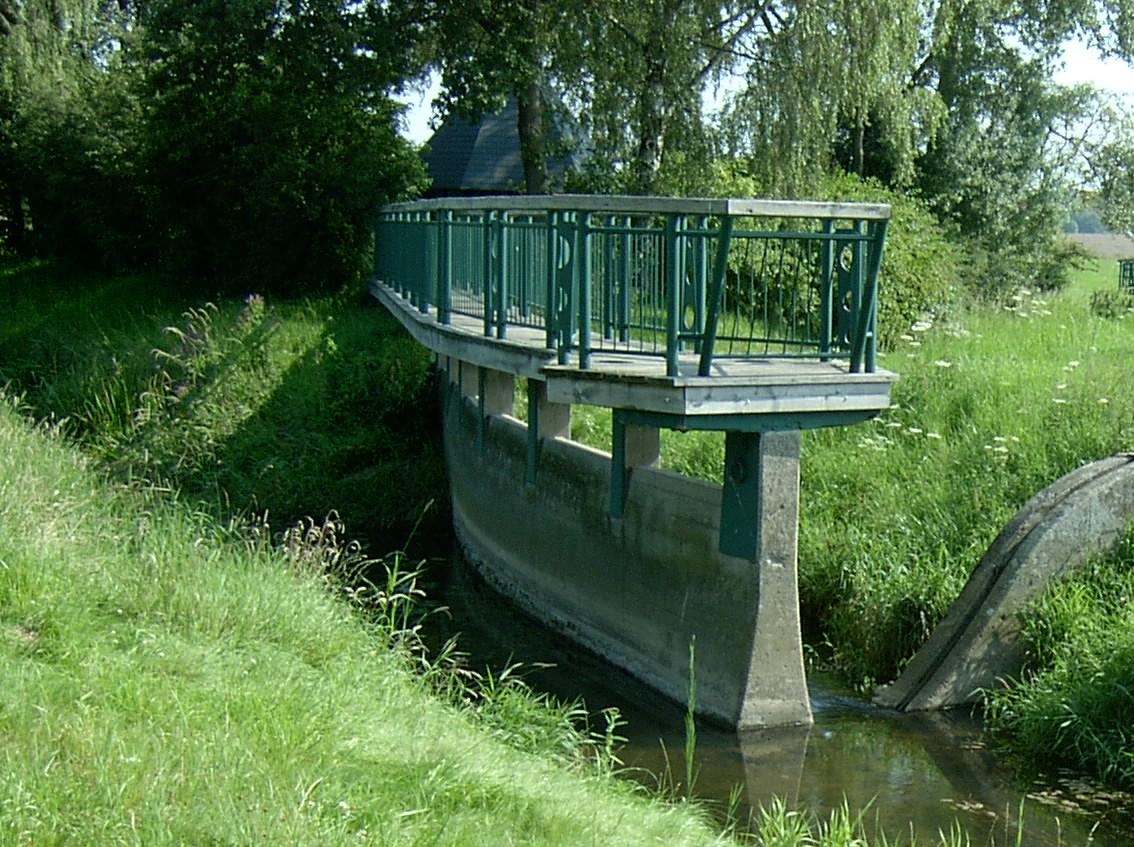
Bifurkation der Hase (links) und Else (rechts)

Östlich vom Gesmolder Ortskern liegt die Bifurkation, eine Flussgabelung, wo von der Hase, die im Teutoburger Wald entspringt, ein zweiter Fluss Else abzweigt. Die Hase fließt weiter in Richtung Osnabrück und mündet bei Meppen in die Ems; diese mündet bei Emden in den Dollart. Die Else fließt bei Kirchlengern in die Werre. Sie fließt weiter in die Weser und mündet bei Bremerhaven in die Nordsee.
Im Laufe der Geschichte kam es über die Verteilung der Wassermengen, die mittlerweile durch ein Bauwerk reguliert werden kann, zu Konflikten. So soll bei Streitigkeiten durch Zuschüttung das gesamte Wasser entweder in die Hase oder die Werre umgeleitet worden sein. Heute wird von der Hase an der Bifurkation rund ein Drittel des ankommenden Wassers abgeleitet.

## Veranstaltungen
- Die „Burstie“[10] ist eine auf das Mittelalter zurückgehende Versammlung der Einwohner der Bauerschaften. Traditionsverbunden findet sie auch heute noch regelmäßig statt.
- Die „Gesmolder Kirmes“ findet jeweils am dritten Septemberwochenende des Jahres statt. Sie ist das größte Volksfest im Grönegau und ist Höhepunkt des Jahres.

## Sport
Gesmold besitzt einen eigenen Sportverein mit dem Namen SV Viktoria Gesmold. Dieser hat verschiedene Abteilungen, unter anderem eine Fußballabteilung. Gesmold trägt seine Heimspiele im „Sportpark an der Else“ aus.
Die Erste-Herren-Mannschaft spielt in der Saison 2023/2024 in der Landesliga Weser-Ems.
Seit 2006 besitzt Gesmold außerdem einen „Beach-Park“.

## Wirtschaft
Industriegebiete bestehen direkt neben der A 30–Abfahrt Gesmold (Abf. Nr. 22), wo viele mittelständische Firmen ansässig sind.

Dort befindet sich auch DPD, früher „Deutscher Paket Dienst“, mit ihrem größten Umschlaglager in Europa. Ferner ist hier die Firma Spies Kunststoffe ansässig.

## Verkehr
Gesmold besitzt mit einer eigenen Auffahrt zur Bundesautobahn 30 (Europastraße 30) eine gute Verkehrsanbindung (westliche Richtung Osnabrück, östliche Richtung Hannover).

## Gesmolder Persönlichkeiten

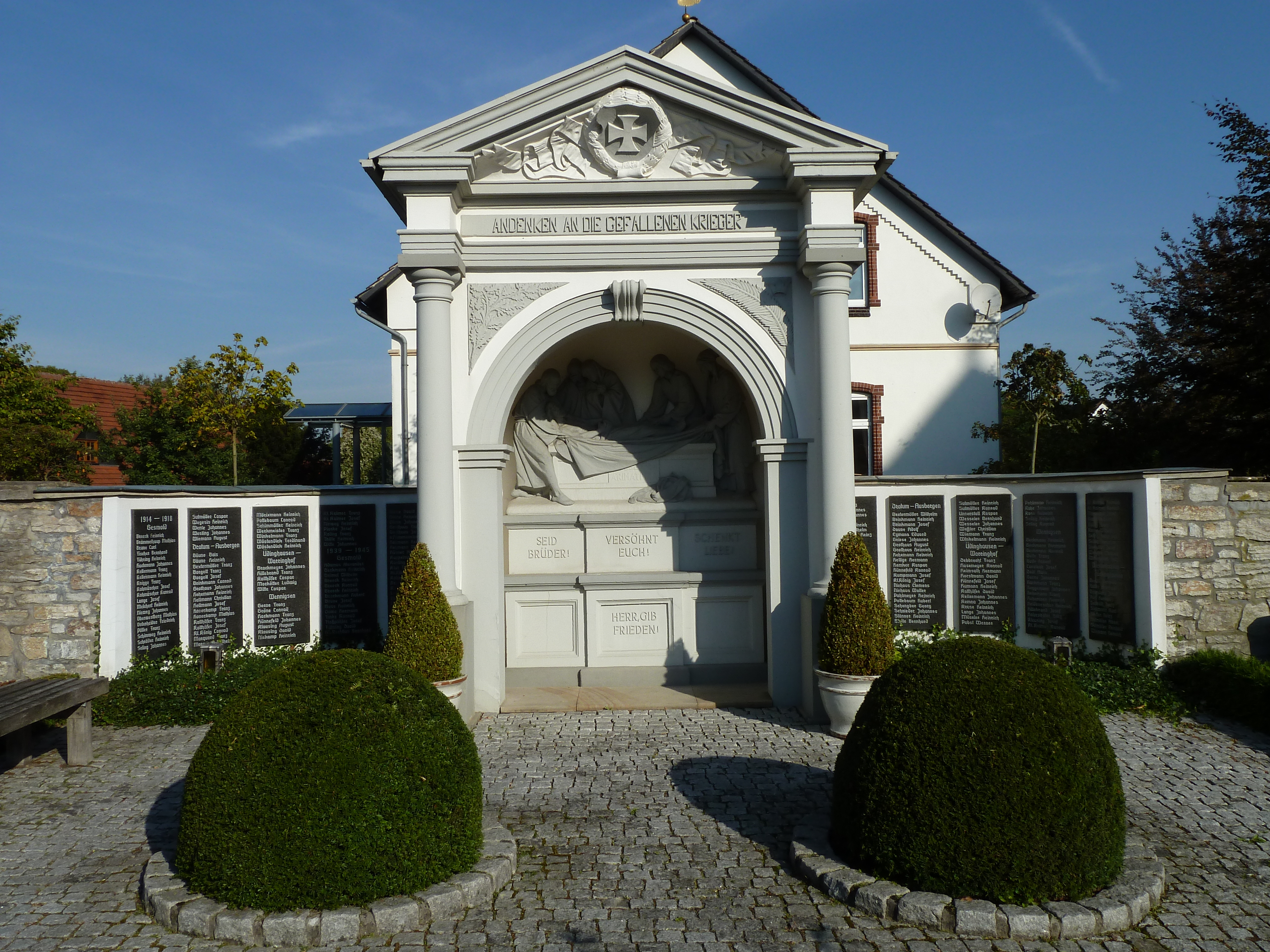
Kapelle zum Gedenken der in Kriegen gefallenen Gesmolder

- Hermann von Amelunxen († 1580), Drost und Gesmolder Schlossherr von 1540 bis 1575, Beisitzer am Reichskammergericht.
- Georg Christoph von Hammerstein (* 1624; † 1687), erwarb 1664 Schloss Gesmold
- Johann Matthias Seling (* 1792; † 1860), Lehrer am Gymnasium Carolinum (Osnabrück) und Priester an St. Johann (Osnabrück), Prediger der Mäßigkeit.
- Mathias Schürmann, Professor, von 1828 bis 1866 Pfarrer in Gesmold, Erbauer der St. Petruskirche.
- Emil von Hammerstein-Gesmold (1827–1897), preußischer Generalmajor und Kommandant von Stralsund
- Ludwig von Hammerstein (* 1832; † 1905), Jesuitenpater und geistlicher Schriftsteller.
- Heinrich Seling, (19. Jh.) Bildhauer, gebürtiger Gesmolder, lebte in Osnabrück.
- Bernhard Olthaus (* 1862; † 1952), von 1904 bis 1949 Pfarrer und Dechant in Gesmold.
- August Niehaus (* 1880; † 1961), Lehrer und Heimatforscher, Ehrenbürger von Gesmold.
- Heinrich Rahe (* 1892; † 1975), Hauptlehrer, Dichter und Heimatforscher, Ehrenbürger von Gesmold.
- Heinrich Stühlmeyer (* 1907; † 1978), von 1930 bis 1978 Mitarbeiter der St.-Petrus-Kirche und Stiller Held des Widerstands.[13]
- Josef Niederwestberg (* 1913; † 1986), Prälat und Generalvikar in Schwerin.
- Günter Kellersmann (* 1928; † 2011), Dechant in Freren.
- Franz Stühlmeyer (* 1936; † 2024), Kirchenmusiker an der St.-Matthäus-Kirche in Melle.[14]